# Cantone di Haut-Eyrieux
Il Cantone di Le Cheylard è un cantone francese dell'arrondissement di Privas e dell'arrondissement di Tournon-sur-Rhône.
A seguito della riforma approvata con decreto del 13 febbraio 2014, che ha avuto attuazione dopo le elezioni dipartimentali del 2015, è passato da 14 a 46 comuni.

## Composizione
I 14 comuni facenti parte prima della riforma del 2014 erano:
- Accons
- Le Chambon
- Le Cheylard
- Dornas
- Jaunac
- Mariac
- Nonières
- Saint-Andéol-de-Fourchades
- Saint-Barthélemy-le-Meil
- Saint-Christol
- Saint-Cierge-sous-le-Cheylard
- Saint-Genest-Lachamp
- Saint-Julien-Labrousse
- Saint-Michel-d'Aurance

Dal 2015 i comuni appartenenti al cantone sono i seguenti 46:
- Accons
- Albon-d'Ardèche
- Arcens
- Beauvène
- Borée
- Chalencon
- Le Chambon
- Chanéac
- Le Cheylard
- Devesset
- Dornas
- Dunière-sur-Eyrieux
- Gluiras
- Intres
- Issamoulenc
- Jaunac
- Lachapelle-sous-Chanéac
- Marcols-les-Eaux
- Mariac
- Mars
- Nonières
- Les Ollières-sur-Eyrieux
- Rochepaule
- La Rochette
- Saint-Agrève
- Saint-Andéol-de-Fourchades
- Saint-André-en-Vivarais
- Saint-Barthélemy-le-Meil
- Saint-Christol
- Saint-Cierge-sous-le-Cheylard
- Saint-Clément
- Saint-Étienne-de-Serre
- Saint-Genest-Lachamp
- Saint-Jean-Roure
- Saint-Jeure-d'Andaure
- Saint-Julien-Boutières
- Saint-Julien-du-Gua
- Saint-Julien-Labrousse
- Saint-Martial
- Saint-Martin-de-Valamas
- Saint-Maurice-en-Chalencon
- Saint-Michel-d'Aurance
- Saint-Michel-de-Chabrillanoux
- Saint-Pierreville
- Saint-Sauveur-de-Montagut
- Saint-Vincent-de-Durfort